# Rašlové pleteniny

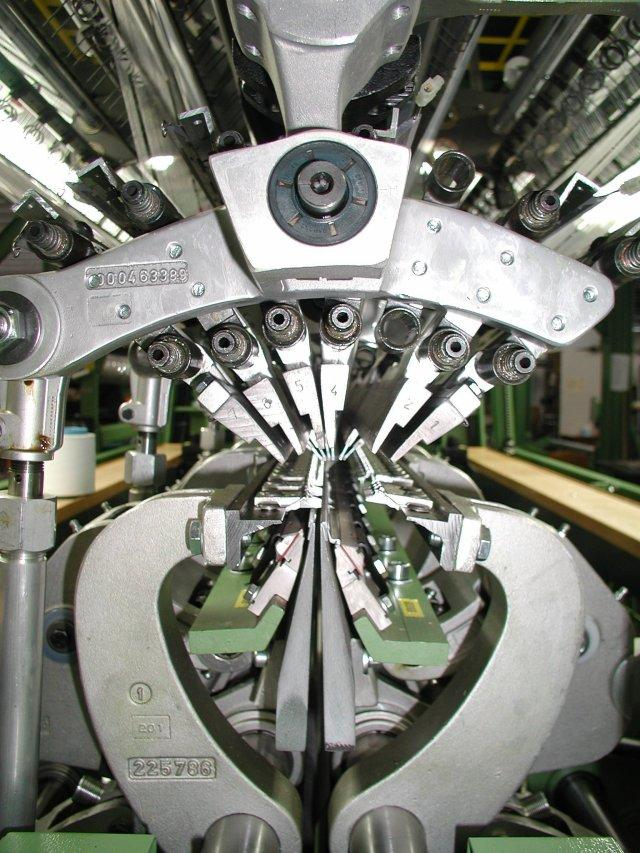
Dvoulůžkový rašl se 6 kladecími přístroji

Rašlová pletenina je výrobek ze speciálního osnovního stroje.
Osnova, tedy několik tisíc nití se zde vzájemně proplétá za pomoci systému jehel uložených v jedné řadě kolmo k osnově. Nit je zaváděna do jazýčku jehly, kde se vytvoří klička a ta se určitým pohybem jehly protáhne očkem vlastního nebo vedlejšího řádku pleteniny. Tento úkon probíhá současně po celé šířce, opakuje se při každé otáčce stroje, při čemž se očka pleteniny řadí nad sebou do sloupků.
Pleteniny mohou být až 6 metrů široké, standardní stroje dosahují 1600 obrátek za minutu.
Hustota ojehlení je v závislosti na druhu pleteniny od 4 jehel na 10 cm do 16 jehel na cm.
Na rašlu se na rozdíl od osnovního stávku odtahuje hotový úplet ve směru osy pletacích jehel, příze a jehly jsou proto při pletení více namáhány. Rašly nemají uzavírací a odrážecí platiny, stroj musí být z toho důvodu vybaven zvláštním ústrojím na odtah úpletu.
Na stroji se dá instalovat až 95 kladecích přístrojů a tím je umožněno obrovské množství kombinací při vzorování.
(Krajka na dolejším snímku je zhotovena s 30 kladecími přístroji).

## Použití rašlových pletenin
K nejznámějším patří
- Záclonovina (tyly, krajky) – převážně z polyesteru, více než polovina všech záclon
- Dámské spodní prádlo, obzvlášť ve směsi s elastickými přízemi (powernet, sleeknit, satinet) a distanční pleteniny
- Sportovní a svrchní ošacení
- Plyše, imitace jelenicové kůže a kožešin
- Výztuže ke kompozitům (např. z aramidových a uhlíkových filamentů)
- Sítě (např. z řezané polypropylénové fólie pro zemědělské účely) , obalový materiál[1][3]

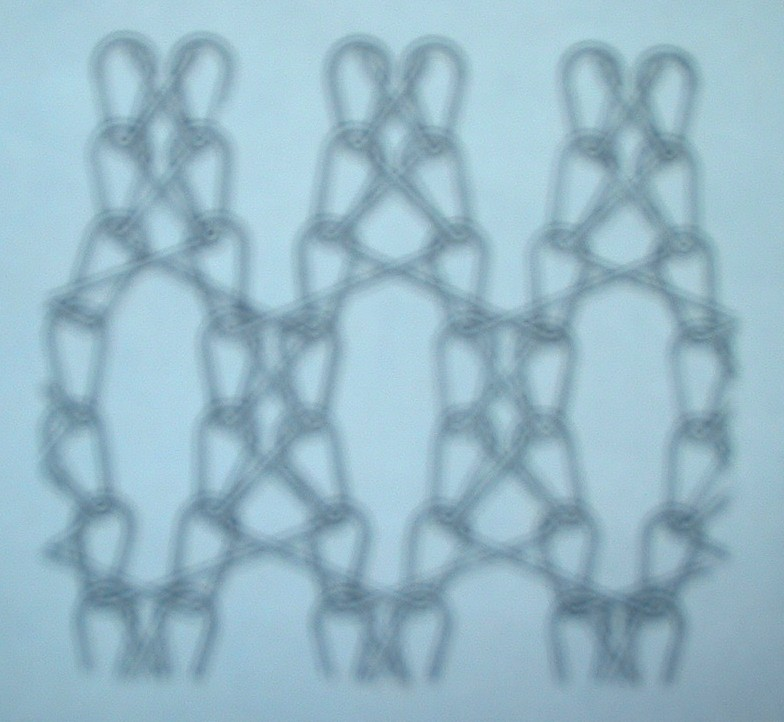
Struktura rašlové sítě s filetovou vazbou
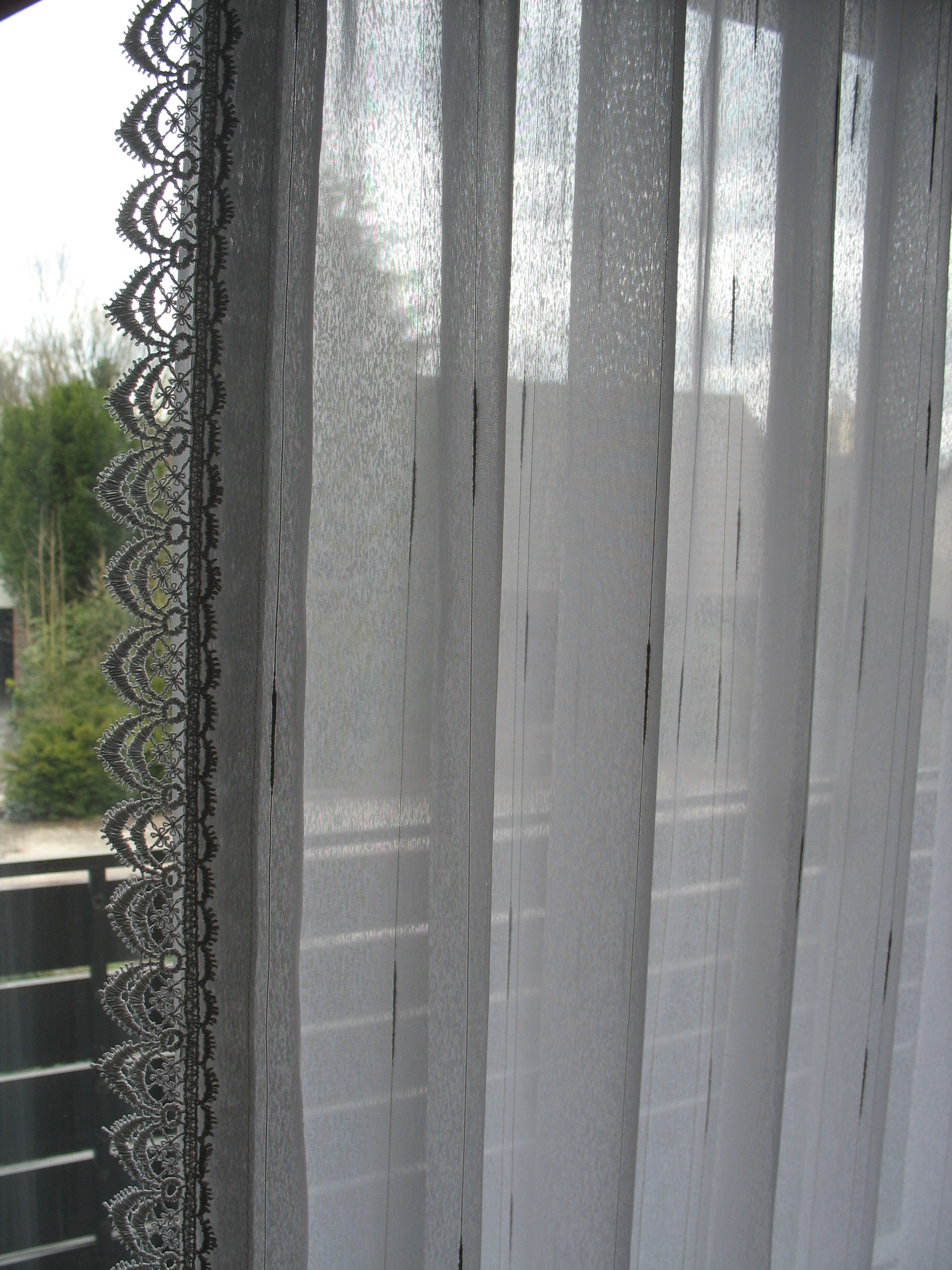
Záclona z rašlu (cca 2010)
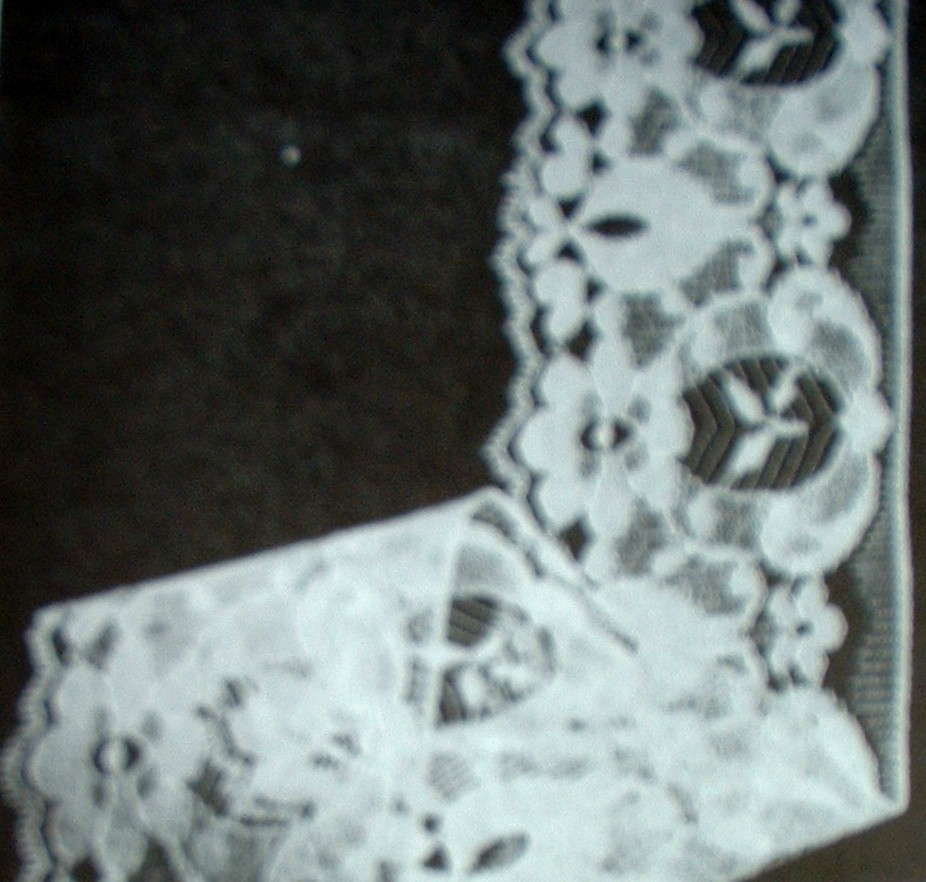
Rašlová krajka ze směsi polyamid/viskóza (80/20)
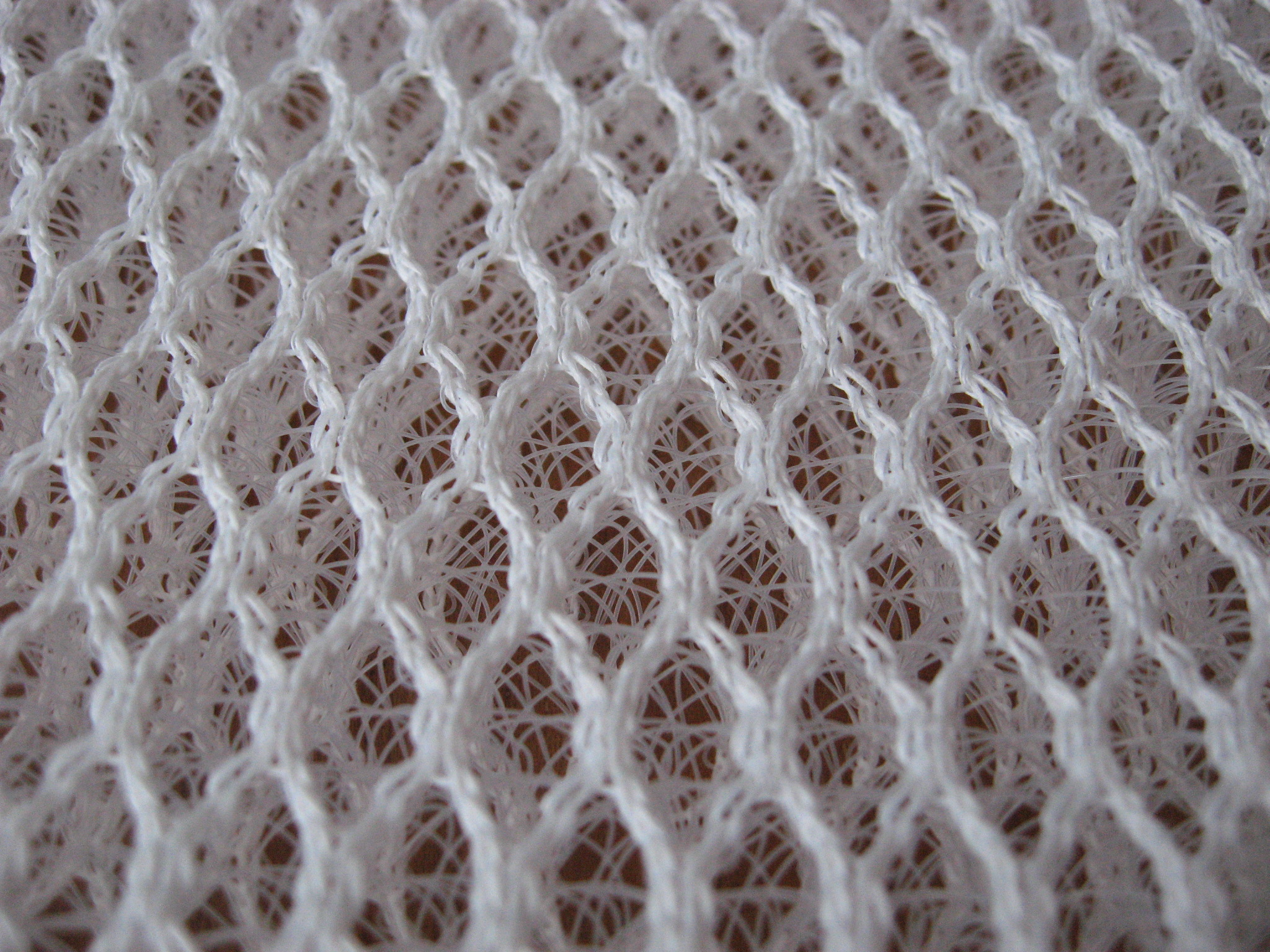
Distanční rašlová pletenina
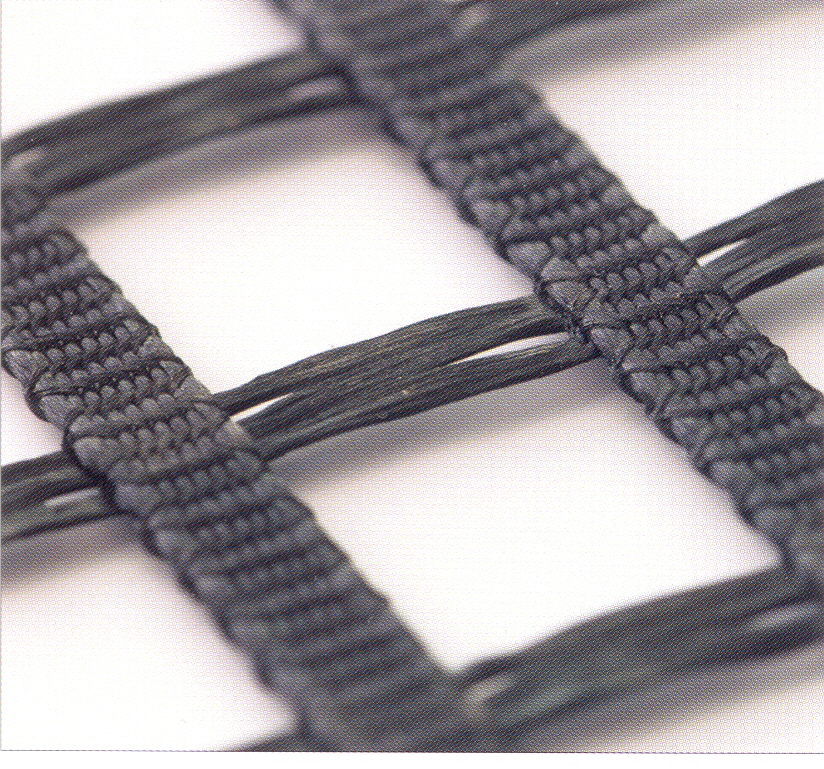
Rašlová geotextilie